# Strobe Lights
»Strobe Lights« je pesem belgijskega pevca Reda Sebastiana, s katero bo zastopal Belgijo na Pesmi Evrovizije 2025. Pesem so napisali Sebastian, Astrid Roelants, Billie Bentein in Willem Vanderstichele. Producent je bil Willem Vanderstichele.

## Pesem Evrovizije
Belgijska radiotelevizija (VRT) je 13. januarja 2025 objavila, da je pesem »Strobe Lights« v izvedbi Reda Sebastiana ena izmed 8 tekmovalnih pesmi na Eurosong 2025, nacionalnem izboru Belgije za Pesem Evrovizije 2025. V finalu, ki je potekal 1. februarja 2025, je zmagal. Dosegel je 423 točk, 279 točk več od drugo uvrščene Leez in s tem pridobil pravico zastopati Belgijo na Pesmi Evroviziji 2025.
Tekmovanje za Pesem Evrovizije 2025 bo potekalo v St. Jakobshalle v Baslu v Švici in bo sestavljeno iz dveh polfinalov, ki bosta potekala 13. in 16. maja, ter finala 17. maja 2025. Med žrebanjem, 28. januarja 2025, je bila Belgija izžrebana, da bo nastopila v drugi polovici prvega polfinala.